# Moorgrund
Moorgrund is een gemeente in de Duitse deelstaat Thüringen, en maakt deel uit van de Wartburgkreis.
Moorgrund telt  inwoners. De gemeente omvat de dorpen Etterwinden, Gräfen-Nitzendorf, Gumpelstadt, Kupfersuhl met Wackenhof, Möhra, Waldfisch en Witzelroda met Neuendorf.
De gemeente werd gevormd in 1994, in 1996 werd Etterwinden toegevoegd.
Amt Creuzburg ·
Bad Liebenstein ·
Bad Salzungen ·
Barchfeld-Immelborn ·
Berka v. d. Hainich ·
Bischofroda ·
Buttlar ·
Dermbach ·
Eisenach ·
Empfertshausen ·
Geisa ·
Gerstengrund ·
Gerstungen ·
Hörselberg-Hainich ·
Kaltennordheim ·
Krauthausen ·
Krayenberggemeinde ·
Lauterbach ·
Leimbach ·
Nazza ·
Oechsen ·
Ruhla ·
Schleid ·
Seebach ·
Treffurt ·
Unterbreizbach ·
Vacha ·
Weilar ·
Werra-Suhl-Tal ·
Wiesenthal ·
Wutha-Farnroda